# CS Hollerich
CS Hollerich Luksemburg – klub piłkarski, mający swoją siedzibę w mieście Luksemburg, obecnie nie istnieje.

## Historia
Klub powstał w 1913 roku jako CS Hollerich w południowo-zachodniej dzielnicy Hollerich miasta Luksemburg. W 1915 debiutował w mistrzostwach Luksemburga startując w trzeciej lidze. W następnym sezonie awansował do drugiej ligi. W sezonie 1918/1919 został wykluczony z mistrzostw. Potem w drugiej lidze występował w sezonach 1935/1936, 1937/1938, 1953/1954, od 1967 do 1973, od 1974 do 1976, od 1988 do 1994 oraz od 1995 do 2001. W trzeciej lidze występował w sezonach od 1919 do 1924, od 1925 do 1928, od 1933 do 1935, 1936/1937, od 1938 do 1940, 1946/1947, 1952/1953, 1954/1955, 1956/57, od 1965 do 1967, 1973/1974, od 1976 do 1979, od 1985 do 1988 oraz 1994/1995. W czwartej lidze występował w sezonach 1924/1925, od 1929 do 1933, 1945/1946, od 1947 do 1952, 1955/1956, od 1957 do 1965 oraz od 1979 do 1985. W sezonie 1928/1929 klub nie przystąpił do rozgrywek. Po zakończeniu sezonu 1994/1995 zajął 1. miejsce w 1. Division i awansował do Éierepromotioun. Po sześciu sezonach występów w drugiej lidze, w 2001 roku została podpisana umowa o fuzji z klubem z południowo-wschodniej dzielnicy Bonnevoie: Aris Bonnevoie. Tak jak obydwa kluby występowali w Éierepromotioun, to nowo utworzony klub CS Alliance 01 rozpoczął sezon również w drugiej lidze.

## Sukcesy

### Trofea międzynarodowe
Nie uczestniczył w rozgrywkach europejskich (stan na 31-05-2012).

### Trofea krajowe
| \| \| Zdobyte trofea w rozgrywkach Luksemburga (stan na: 31-05-2012) \| |                                                                |      |                                  |
| Rozgrywki                                                               | Osiągnięcie                                                    | Razy | Sezon(y)                         |
| Mistrzostwo                                                             | I miejsce                                                      | 0    |                                  |
| Mistrzostwo                                                             | II miejsce                                                     | 0    |                                  |
| Mistrzostwo                                                             | III miejsce                                                    | 0    |                                  |
| Puchar                                                                  | zdobywca                                                       | 0    |                                  |
| Puchar                                                                  | finalista                                                      | 0    |                                  |
| Puchar                                                                  | półfinalista                                                   | 1    | 1986                             |
| II liga                                                                 | I miejsce                                                      | 0    |                                  |
| II liga                                                                 | II miejsce                                                     | 0    |                                  |
| II liga                                                                 | III miejsce                                                    | 3    | 1971, 1992 (grupa), 1993 (grupa) |
| Luksemburg                                                              | Zdobyte trofea w rozgrywkach Luksemburga (stan na: 31-05-2012) |      |                                  |

## Stadion
Klub rozgrywał swoje mecze domowe na stadionie w Luksemburgu.